# 1月11日 (旧暦)
旧暦1月11日は旧暦1月の11日目である。六曜は大安である。

## できごと
- 仲哀天皇1年（ユリウス暦192年2月11日） - 第14代・仲哀天皇が即位
- 和銅元年（ユリウス暦708年2月7日） - 武蔵国秩父郡から銅が献上されたことを記念して、慶雲から和銅に改元
- 天喜元年（ユリウス暦1053年2月2日） - 永承から天喜に改元
- 元暦元年（ユリウス暦1184年2月24日） - 源義仲が征夷大将軍に
- 永禄12年（ユリウス暦1569年1月27日） - 上杉謙信が、塩不足に悩む交戦中の武田信玄に塩を贈る（ただ物資のやり取りの禁止をしなかっただけとも）。「敵に塩を送る」の由来
- 慶応4年/明治元年（グレゴリオ暦1868年2月4日） - 神戸事件。備前藩兵、各国外交団を銃撃。明治政府初の外交問題

## 誕生日
- 延喜21年（グレゴリオ暦921年2月21日） - 安倍晴明、陰陽師（+ 1005年）
- 延享2年（グレゴリオ暦1745年2月11日） - 伊能忠敬、測量家（+ 1818年）

## 記念日・年中行事
- 鏡開き
- 蔵開き